# Halowe Mistrzostwa Polski Seniorów w Lekkoatletyce 2004
45. Halowe Mistrzostwa Polski Seniorów w Lekkoatletyce – zawody sportowe, które rozegrano 21 i 22 lutego 2004 w Spale, w hali Ośrodka Przygotowań Olimpijskich.

## Rezultaty

### Mężczyźni
| Konkurencja:              | 1. miejsce                                 | Rezultat | 2. miejsce                                                                                        | Rezultat | 3. miejsce                                | Rezultat |
| Bieg na 60 m              | Łukasz Chyła SKLA Sopot                    | 6,63     | Marcin Urbaś AZS-AWF Kraków                                                                       | 6,73     | Przemysław Rogowski AZS Poznań            | 6,74     |
| Bieg na 200 m             | Marcin Urbaś AZS-AWF Kraków                | 20,90    | Marcin Nowak AZS-AWF Kraków                                                                       | 21,51    | Leszek Dyja AZS-AWF Kraków                | 22,13    |
| Bieg na 400 m             | Piotr Długosielski AZS-AWF Warszawa        | 47,74    | Artur Gąsiewski Skra Warszawa                                                                     | 47,95    | Piotr Klimczak AZS-AWF Kraków             | 48,11    |
| Bieg na 800 m             | Grzegorz Krzosek RLTL Dami-ZTE Radom       | 1:49,21  | Mariusz Walczak Wejher Wejherowo                                                                  | 1:50,21  | Ireneusz Sekretarski Vectra Włocławek     | 1:50,27  |
| Bieg na 1500 m            | Mirosław Formela Sporting Międzyzdroje     | 3:43,78  | Zbigniew Graczyk AZS-AWF Gorzów Wlkp.                                                             | 3:45,46  | Leszek Zblewski Remus Kościerzyna         | 3:45,99  |
| Bieg na 3000 m            | Yared Shegumo Polonia Warszawa             | 8:07,53  | Radosław Popławski Astra Nowa Sól                                                                 | 8:08,61  | Jakub Czaja SKLA Sopot                    | 8:09,01  |
| Bieg na 60 m przez płotki | Tomasz Ścigaczewski MKS Aleksandrów Łódzki | 7,90     | Rafał Niedzielski AZS-AWF Wrocław                                                                 | 8,01     | Marcin Bodzek AZS-AWF Kraków              | 8,05     |
| Chód na 5000 m            | Robert Korzeniowski Wawel Kraków           | 18:44,47 | Grzegorz Sudoł AZS-AWF Kraków                                                                     | 19:34,71 | Kamil Kalka Gwda Piła                     | 19:57,90 |
| Skok wzwyż                | Aleksander Waleriańczyk Wawel Kraków       | 2,19     | Michał Bieniek AZS-AWF Wrocław Paweł Mankiewicz MKS Aleksandrów Łódzki Robert Wolski MKLA Łęczyca | 2,22     |                                           |          |
| Skok o tyczce             | Przemysław Czerwiński Gwardia Piła         | 5,30     | Jacek Włuka AZS-AWF Gdańsk                                                                        | 5,00     | Krzysztof Skrzyński OST Gdańsk            | 4,90     |
| Skok w dal                | Tomasz Mateusiak OKLA Ostrołęka            | 7,81     | Michał Łukasiak UMKS Ziemia Mławska                                                               | 7,80     | Grzegorz Marciniszyn Piast Głogów         | 7,70     |
| Trójskok                  | Jacek Kazimierowski MKLA Łęczyca           | 16,59    | Robert Michniewski BKS Bydgoszcz                                                                  | 16,23    | Krzysztof Głuszkowski AZS-AWF Biała Podl. | 15,60    |
| Pchnięcie kulą            | Tomasz Majewski AZS-AWF Warszawa           | 20,01    | Leszek Śliwa Zawisza Bydgoszcz                                                                    | 19,10    | Sebastian Wenta Lechia Gdańsk             | 19,10    |
| Siedmiobój                | Krzysztof Andrzejak Zawisza Bydgoszcz      | 5815     | Michał Modelski AZS-AWF Gdańsk                                                                    | 5806     | Robert Gindera Zawisza Bydgoszcz          | 5568     |

### Kobiety
| Konkurencja:              | 1. miejsce                            | Rezultat | 2. miejsce                          | Rezultat | 3. miejsce                              | Rezultat |
| Bieg na 60 m              | Małgorzata Flejszar LKS Ziemi Puckiej | 7,39     | Iwona Dorobisz AZS-AWF Wrocław      | 7,43     | Daria Onyśko AZS-AWF Poznań             | 7,52     |
| Bieg na 200 m             | Monika Bejnar AZS-AWF Warszawa        | 23,78    | Grażyna Prokopek AZS-AWF Gdańsk     | 24,04    | Iwona Dorobisz AZS-AWF Wrocław          | 24,23    |
| Bieg na 400 m             | Grażyna Prokopek AZS-AWF Gdańsk       | 52,56    | Zuzanna Radecka AZS-AWF Katowice    | 53,64    | Marta Chrust-Rożej AZS-AWF Wrocław      | 54,23    |
| Bieg na 800 m             | Lidia Chojecka Pogoń Siedlce          | 2:03,90  | Wioletta Janowska AZS-AWF Kraków    | 2:06,67  | Monika Wiśniowska Victoria Stalowa Wola | 2:10,84  |
| Bieg na 1500 m            | Lidia Chojecka Pogoń Siedlce          | 4:10,44  | Wioletta Janowska AZS-AWF Kraków    | 4:15,38  | Anna Sadowska MKL Szczecin              | 4:32,02  |
| Bieg na 60 m przez płotki | Aurelia Trywiańska AZS-AWF Warszawa   | 8,12     | Justyna Oleksy AZS-AWF Wrocław      | 8,26     | Agnieszka Frankowska Wawel Kraków       | 8,38     |
| Chód na 3000 m            | Beata Bodzioch AZS-AWF Kraków         | 13:55,23 | Elżbieta Nieckarz AZS-URz Rzeszów   | 13:55,47 | Alina Dymel Gwda Piła                   | 15:43,06 |
| Skok wzwyż                | Anna Ksok Śląska Wrocław              | 1,92     | Karolina Gronau AZS-AWF Biała Podl. | 1,79     | Kamila Stepaniuk Podlasie Białystok     | 1,76     |
| Skok o tyczce             | Monika Pyrek MKL Szczecin             | 4,65     | Anna Rogowska SKLA Sopot            | 4,50     | Anna Wielgus AZS-AWF Gdańsk             | 4,20     |
| Skok w dal                | Liliana Zagacka Krokus Leszno         | 6,42     | Małgorzata Trybańska Warszawianka   | 6,36     | Justyna Woźniak Krokus Leszno           | 6,05     |
| Trójskok                  | Liliana Zagacka Krokus Leszno         | 13,58    | Małgorzata Trybańska Warszawianka   | 12,94    | Justyna Woźniak Krokus Leszno           | 12,67    |
| Pchnięcie kulą            | Krystyna Zabawska Podlasie Białystok  | 18,25    | Izabela Koralewska Ilno Torzym      | 15,54    | Magdalena Sobieszek AZS Lublin          | 15,26    |
| Pięciobój                 | Magdalena Szczepańska AZS-AWF Gdańsk  | 4483     | Joanna Grzesiak AZS-AWF Gdańsk      | 4364     | Ewa Nowakowska AZS-AWF Gdańsk           | 4178     |